# Liste der Kulturdenkmale in Rogätz

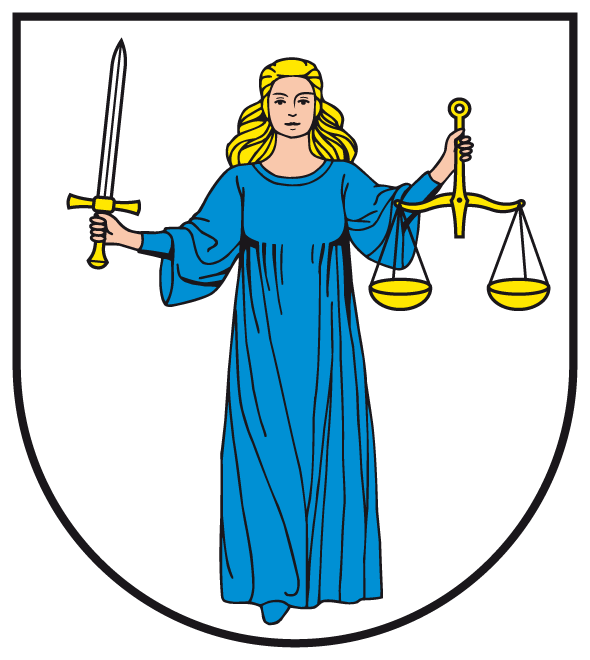
Wappen von Rogätz

In der Liste der Kulturdenkmale in Rogätz sind alle Kulturdenkmale der Gemeinde Rogätz und ihrer Ortsteile aufgelistet. Grundlage ist das Denkmalverzeichnis des Landes Sachsen-Anhalt, das auf Basis des Denkmalschutzgesetzes des Landes Sachsen-Anhalt vom 21. Oktober 1991 durch das Landesamt für Denkmalpflege und Archäologie Sachsen-Anhalt erstellt und seither laufend ergänzt wurde (Stand: 31. Dezember 2022).

## Kulturdenkmale inRogätz
| Lage                                                         | Bezeichnung               | Beschreibung                                                                           | Erfassungs- nummer | Ausweisungsart               | Bild                      |
| ------------------------------------------------------------ | ------------------------- | -------------------------------------------------------------------------------------- | ------------------ | ---------------------------- | ------------------------- |
| Brinkstraße 16 (Karte)                                       | Wohnhaus mit Nebengebäude |                                                                                        | 094 75608          | Baudenkmal                   | Wohnhaus mit Nebengebäude |
| Brinkstraße 24 (Karte)                                       | Wohnhaus                  | Wohnhaus                                                                               | 094 18782          | Baudenkmal                   | Wohnhaus                  |
| Brinkstraße 24 (Karte)                                       | Stall                     |                                                                                        | 094 75607          | Baudenkmal                   | Stall                     |
| Heinrichshorst 1, 5 Wohnplatz Heinrichshorst (Karte)         | Schloss Heinrichshorst    | Schloss                                                                                | 094 70205          | Baudenkmal                   | BW                        |
| Heinrichshorst 1 Ortslage Heinrichshorst (Karte)             | Park                      | Park                                                                                   | 094 70205 002      | Teilobjekt eines Baudenkmals | BW                        |
| Magdeburger Straße neben dem Gutshaus (Nr. 34) (Karte)       | Bergfried                 | Klutturm                                                                               | 094 70558          | Baudenkmal                   | Weitere Bilder            |
| Magdeburger Straße (Karte)                                   | Kirche                    | Kirche                                                                                 | 094 70503          | Baudenkmal                   | Weitere Bilder            |
| Magdeburger Straße auf dem Friedhof (Karte)                  | Kriegerdenkmal            |                                                                                        | 094 75631          | Baudenkmal                   | BW                        |
| Magdeburger Straße 15a (Karte)                               | Gaststätte                |                                                                                        | 094 75609          | Baudenkmal                   | BW                        |
| Magdeburger Straße 34 (Karte)                                | Gutshaus                  |                                                                                        | 094 75352          | Baudenkmal                   | Weitere Bilder            |
| Max-Planck-Straße / Tangermünder Straße / Nachtweide (Karte) | Distanzstein              | Preußischer Rundsockelstein                                                            | 094 75226          | Baudenkmal                   | Weitere Bilder            |
| Max-Planck-Straße 18 (Karte)                                 | Wohn- und Geschäftshaus   |                                                                                        | 094 70604          | Baudenkmal                   | BW                        |
| Max-Planck-Straße 23 (Karte)                                 | Wohnhaus                  |                                                                                        | 094 70603          | Baudenkmal                   | Wohnhaus                  |
| Max-Planck-Straße 24 (Karte)                                 | Wohnhaus                  |                                                                                        | 094 75606          | Baudenkmal                   | Wohnhaus                  |
| Mühlenweg 14 (Karte)                                         | Mühle                     |                                                                                        | 094 75556          | Baudenkmal                   | Mühle                     |
| Magdeburger Straße 30 vor dem „Tintenfass“ (Karte)           | Distanzstein              | 2021 rekonstruiert und von Nachtweide am westlichen Ortsrand zum „Tintenfass“ versetzt | 094 75630          | Baudenkmal                   | Weitere Bilder            |

## Legende
In den Spalten befinden sich folgende Informationen:
- Lage: Nennt den Straßennamen und wenn vorhanden die Hausnummer des Kulturdenkmals. Die Grundsortierung der Liste erfolgt nach dieser Adresse. Der Link „Karte“ führt zu verschiedenen Kartendarstellungen und nennt die geographischen Koordinaten.
Link zu einem Kartenansichtstool, um Koordinaten zu setzen. In der Kartenansicht sind Baudenkmale ohne Koordinaten mit einem roten bzw. orangen Marker dargestellt und können in der Karte gesetzt werden. Baudenkmale ohne Bild sind mit einem blauen bzw. roten Marker gekennzeichnet, Baudenkmale mit Bild mit einem grünen bzw. orangen Marker.
- Offizielle Bezeichnung: Nennt den Namen, die Bezeichnung oder zumindest die Art des Kulturdenkmals und verlinkt, soweit vorhanden, auf den Artikel zum Objekt.
- Beschreibung: Nennt bauliche und geschichtliche Einzelheiten des Kulturdenkmals, vorzugsweise die Denkmaleigenschaften.
- Erfassungsnummer: Für jedes Kulturdenkmal wird in Sachsen-Anhalt eine 20stellige Erfassungsnummer vergeben. Die letzten zwölf Ziffern werden für die Untergliederung nach Teilobjekten genutzt und werden nur angegeben, soweit vergeben. In dieser Spalte kann sich folgendes Icon  befinden, dies führt zu Angaben zu diesem Baudenkmal bei Wikidata.
- Ausweisungsart: Die Einordnung des Denkmales nach § 2 Abs. 2 DenkmSchG LSA
- Bild: Ein Bild des Denkmales, und gegebenenfalls einen Link zu weiteren Fotos des Kulturdenkmals im Medienarchiv Wikimedia Commons. Wenn man auf das Kamerasymbol klickt, können Fotos zu Kulturdenkmalen aus dieser Liste hochgeladen werden: